# Zillur Rahman

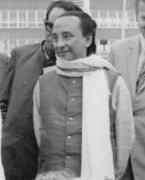
Zillur Rahman ở Neubrandenburg, Đông Đức ngày 20 tháng 6 năm 1973.

Mohammed Zillur Rahman (tiếng Bengal: মোঃ জিল্লুর রহমান, 09 tháng 3 năm 1929 - 20 tháng 3 năm 2013) là Tổng thống thứ 19 của Bangladesh giai đoạn 2009-2013. Là một nhà lãnh đạo cấp cao của Liên đoàn Awami, ông hoạt động trong đời sống chính trị Bangladesh trong hơn 50 năm và là một nhân vật chủ chốt trong phong trào dân tộc chủ nghĩa Bengal. Năm 2009, Rahman đã được Quốc hội bầu làm Tổng thống trong một cuộc bỏ phiếu không có phiếu chống. Ông là tổng thống thứ ba của Bangladesh qua đời khi đương nhiệm, sau Sheikh Mujibur Rahman và Ziaur Rahman.
Mohammed Zillur Rahman qua đời ngày 20/3/2013 tại bệnh viện Mount Elizabeth Singapore do bệnh thận và các vấn đề về hô hấp.